# Малое Свистово
Малое Свистово — деревня в Михайловском районе Рязанской области России.

## Название
Другое название деревни - Глебовские выселки по фамилии помещика Глебова.

## География
Деревня располагается на р. Проня. В непосредственной близости от деревни находятся Большое Свистово, Розвальнево, Заречье-2.

## История
Деревня образована переселенцами из Большого Свистово.
До 1924 года деревня входила в состав Прудской волости Михайловского уезда Рязанской губернии.

## Население
| 1929 | 2007 | 2010 |
| ---- | ---- | ---- |
| 25   | ↘10  | ↘7   |

## Известные уроженцы
- Агафонова, Серафима Андреевна (род. 1939) — мастер машинного доения колхоза имени Чапаева, Герой Социалистического Труда.